# Tombeau de Gia Long
Le tombeau de l'empereur Gia Long est situé au Sud de Hué au bord de la rivière des Parfums à 18 km par le fleuve ou à 16 km par la route avec traversée en bateau depuis l’embarcadère de Kim Ngoc.
Le complexe s’étend sur 42 collines, dont la plus haute est Dai Thien To. 

## Historique
Commencée en 1814, la construction du tombeau fut achevée en 1820. Le tombeau de Gia Long est en réalité un ensemble de tombeaux contenant également les sépultures de plusieurs membres de la famille royale. 
On retrouve en effet dans cette nécropole les tombeaux de Quang Hung (2e femme du seigneur Hien Vuong Nguyễn Phuc Tan), de Vinh Mau (femme du seigneur Nguyễn Phuc Tran), de Toai Thanh (2e femme de Nguyễn Phuc Luan, elle-même mère de Gia Long) et celui de Thien Tho Huu, de la reine Thuan Thien Cao mère de Minh Mang, à côté duquel se trouve le temple de Gia Thanh.

## Description[1]

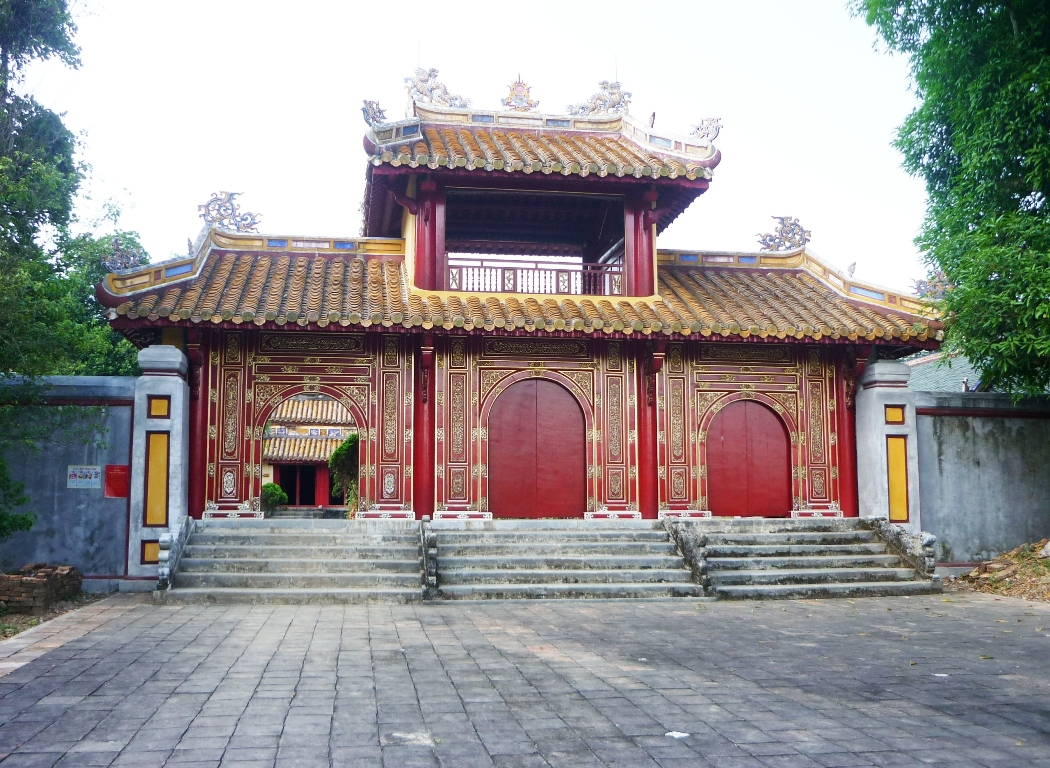

De la rive de la rivière des Parfums une route ombragée mène au tombeau, bordée de pins et de lilas du Japon à la cime élancée, dont le vert feuillage crée une atmosphère fraîche et paisible. Deux piliers majestueux annoncent l’entrée du tombeau.
Les tombeaux et les temples des rois défunts sont situés sur une colline plate, et de grande superficie. En avant, le Dai Thien Tho forme un écran naturel et, en arrière, 7 montagnes se dressent comme des défenses naturelles. À gauche, un groupe de collines forme le "Ta Thanh Long" (dragons bleus de gauche) et à droite les collines forment le "Huu Bach Ho" (tigres blancs de droite). L’ensemble du tombeau se divise en 3 parties:
- Au milieu, se trouve le mausolée du Roi et de la Reine Thua Thien Cao Hoang Hau. Après la cour d’honneur, il y a des rangées de statues majestueuses et 7 rangs de cours de cérémonie, mènent à l’enceinte du Buu Thanh, au sommet de la colline. C’est là que se trouvent la double sépulture, bâtie d’après le concept de "Can Khon Hiep Duc", symbole du bonheur et de la fidélité.

- À droite c’est la zone de culte avec en son centre le temple de Minh Thanh, voué au culte des mânes de l’Empereur et de la première Reine. Auparavant, s’y trouvaient également plusieurs objets de culte liés aux exploits guerriers de Gia Long.

- À gauche, c’est le Bi Dinh. Il ne reste qu’une grande stèle où est gravé le texte "Thanh Duc Than Cong" composé par Minh Mang en hommage au roi-père; les traits de gravure sont très fins et délicats.